# Harri Porten
Harri Porten (ur. 1972) – programista KDE, dyrektor generalny firmy Froglogic, zajmującej się konsultacjami z zakresu programowania w Qt, były pracownik Trolltech.
Autor silnika JavaScript KJS użytego w Konqueror, menedżerze plików i przeglądarce internetowej KDE. Wziął również udział w tworzeniu kppp, programu do łączenia się z Internetem przez połączenia wdzwaniane.
Był ważną postacią wśród twórców Qt, wieloplatformowej bilioteki GUI.
Jego przedsiębiorstwo Froglogic jest znane ze Squisha, profesjonalnego wieloplatformowego frameworka do zautomatyzowanego testowania GUI dla aplikacji napisanych z użyciem Qt.
Mieszka w Hamburgu, w Niemczech.